# 西安市高等学校列表
本列表是陕西省高等学校列表的西安市部分。
注：排序不分先后。
| 学校名称                     | 主管单位             | 层次             | 备注 |
| ---------------------------- | -------------------- | ---------------- | --- |
| 空军工程大学                 | 中国人民解放军       | 本科（提前批次） | 全国重点大学 http://www.afeu.cn/ （页面存档备份，存于）                                                                                                   |
| 第四军医大学                 | 中国人民解放军       | 本科（提前批次） | 全国重点大学，211工程重点建设高校 http://www.fmmu.edu.cn/ （页面存档备份，存于）                                                                          |
| 西安陆军学院                 | 中国人民解放军       | 本科（提前批次） | |
| 空军西安飞行学院             | 中国人民解放军       | 本科（提前批次） | |
| 国防大学政治学院西安校区     | 中国人民解放军       | 本科（提前批次） | |
| 火箭军工程大学               | 中国人民解放军       | 本科（提前批次） | |
| 国防科技大学西安校区         | 中国人民解放军       | 本科（提前批次） | http://www.nudt.edu.cn/（页面存档备份，存于） |
| 武警工程大学                 | 中国人民武装警察部队 | 本科（提前批次） | https://web.archive.org/web/20170630143355/http://www.wjgcdx.com/                                                                                         |
| 西安音乐学院                 | 陕西省               | 本科（提前批次） | https://web.archive.org/web/20100108020002/http://www.xacom.edu.cn/                                                                                       |
| 西安美术学院                 | 陕西省               | 本科（提前批次） | http://www.xafa.edu.cn/ （页面存档备份，存于） |
| 西安体育学院                 | 陕西省               | 本科（提前批次） | http://www.xaipe.edu.cn （页面存档备份，存于） |
| 西安交通大学                 | 教育部               | 本科（第一批次） | 全国重点大学，国家“面向21世纪建设9所世界高水平大学”工程重点建设高校 985工程重点建设高校，211工程重点建设高校 http://www.xjtu.edu.cn（页面存档备份，存于） |
| 西北工业大学                 | 工业和信息化部       | 本科（第一批次） | 全国重点大学，985工程重点建设高校，211工程重点建设高校 http://www.nwpu.edu.cn（页面存档备份，存于）                                                       |
| 西安电子科技大学             | 教育部               | 本科（第一批次） | 全国重点大学，211工程重点建设高校 http://www.xidian.edu.cn/ （页面存档备份，存于）                                                                        |
| 长安大学                     | 教育部               | 本科（第一批次） | 全国重点大学，211工程重点建设高校 http://www.chd.edu.cn/（页面存档备份，存于）                                                                            |
| 陕西师范大学                 | 教育部               | 本科（第一批次） | 全国重点大学，211工程重点建设高校 http://www.snnu.edu.cn/ （页面存档备份，存于）                                                                          |
| 西北大学                     | 陕西省               | 本科（第一批次） | 全国重点大学，211工程重点建设高校，“西部地区1省1校”工程重点建设高校 http://www.nwu.edu.cn （页面存档备份，存于）                                          |
| 陕西科技大学                 | 陕西省               | 本科（第一批次） | 全国重点大学 http://www.sust.edu.cn/ （页面存档备份，存于）                                                                                               |
| 西安建筑科技大学             | 陕西省               | 本科（第一批次） | http://www.xauat.edu.cn/ （页面存档备份，存于） |
| 西安理工大学                 | 陕西省               | 本科（第一批次） | http://www.xaut.edu.cn/ （页面存档备份，存于） |
| 西安科技大学                 | 陕西省               | 本科（第一批次） | http://www.xust.edu.cn/ （页面存档备份，存于） |
| 西安外国语大学               | 教育部               | 本科（第一批次） | http://www.xisu.edu.cn/ （页面存档备份，存于） |
| 西安工程大学                 | 陕西省               | 本科（第二批次） | http://www.xpu.edu.cn/（页面存档备份，存于） |
| 西北政法大学                 | 陕西省               | 本科（第二批次） | http://www.nwupl.edu.cn/ （页面存档备份，存于） |
| 西安工业大学                 | 陕西省               | 本科（第二批次） | http://www.xatu.edu.cn （页面存档备份，存于） |
| 西安石油大学                 | 陕西省               | 本科（第二批次） | http://www.xapi.edu.cn/ （页面存档备份，存于） |
| 西安邮电大学                 | 陕西省               | 本科（第二批次） | http://www.xiyou.edu.cn/ （页面存档备份，存于） |
| 西安财经大学                 | 陕西省               | 本科（第二批次） | http://www.xaufe.edu.cn/ （页面存档备份，存于） |
| 陕西教育学院                 | 陕西省               | 本科（第二批次） | https://web.archive.org/web/20101125043832/http://www.snie.edu.cn/                                                                                        |
| 西安医学院                   | 陕西省               | 本科（第二批次） | http://www.xiyi.edu.cn/ （页面存档备份，存于） |
| 西安文理学院                 | 西安市               | 本科（第二批次） | http://www.xawl.org/ （页面存档备份，存于） |
| 西安翻译学院                 | 民办                 | 本科（第二批次） | http://www.xafy.edu.cn （页面存档备份，存于） |
| 西安外事学院                 | 民办                 | 本科（第二批次） | https://web.archive.org/web/20080511184902/http://www.xaiu.edu.cn/                                                                                        |
| 西安培华学院                 | 民办                 | 本科（第二批次） | 全国首座民办高校 http://www.peihua.cn （页面存档备份，存于）                                                                                              |
| 西安欧亚学院                 | 民办                 | 本科（第二批次） | http://www.eurasia.edu/ （页面存档备份，存于） |
| 西京学院                     | 民办                 | 本科（第二批次） | http://www.xijing.com.cn/（页面存档备份，存于） |
| 西安思源学院                 | 西安交通大学产业集团 | 本科（第二批次） | https://web.archive.org/web/20061114114555/http://www.xasyu.cn/                                                                                           |
| 西安交通大学城市学院         | 独立学院             | 本科（第二批次） | https://web.archive.org/web/20130808213358/http://www.xjtucc.cn/                                                                                          |
| 西北工业大学明德学院         | 独立学院             | 本科（第二批次） | http://www.npumd.edu.cn |
| 西安电子科技大学长安学院     | 独立学院             | 本科（第二批次） | |
| 长安大学兴华学院             | 独立学院             | 本科（第二批次） | http://chdxhxy.com （页面存档备份，存于） |
| 西北大学现代学院             | 独立学院             | 本科（第二批次） | http://www.xdxd.cn/ （页面存档备份，存于） |
| 西安建筑科技大学华清学院     | 独立学院             | 本科（第二批次） | http://xauat-hqc.com （页面存档备份，存于） |
| 陕西科技大学镐京学院         | 独立学院             | 本科（第三批次） | http://www.kdhj-edu.net （页面存档备份，存于） |
| 延安大学西安创新学院         | 独立学院             | 本科（第三批次） | http://www.xacxxy.com （页面存档备份，存于） |
| 西安理工大学高科学院         | 独立学院             | 本科（第三批次） | http://www.xaut.edu.cn/info/1067/1499.htm （页面存档备份，存于）                                                                                          |
| 西安科技大学高新学院         | 独立学院             | 本科（第三批次） | http://www.huaue.com/xustgx （页面存档备份，存于） |
| 西安工业大学北方信息工程学院 | 独立学院             | 本科（第三批次） | http://www.bxait.cn （页面存档备份，存于） |
| 西安财经学院行知学院         | 独立学院             | 本科（第三批次） | http://www.xcxz.net.cn （页面存档备份，存于） |
| 陕西广播电视大学             | 教育部               | 本科（开放式）   | http://www.sxrtvu.edu |
| 陕西职业技术学院             |                      | 专科             | http://www.spvec.com.cn/ （页面存档备份，存于） |
| 陕西国防工业职业技术学院     |                      | 专科             | http://www.gfxy.com/ （页面存档备份，存于） |
| 陕西经济管理职业技术学院     |                      | 专科             | https://web.archive.org/web/20181222190111/http://sxjgy.com/                                                                                              |
| 陕西电子信息职业技术学院     |                      | 专科             | http://www.sxitu.com/ （页面存档备份，存于） |
| 陕西交通职业技术学院         |                      | 专科             | http://www.scct.cn/ （页面存档备份，存于） |
| 陕西青年职业学院             |                      | 专科             | http://www.sxqzy.com （页面存档备份，存于） |
| 陕西警官职业学院             |                      | 专科             | https://web.archive.org/web/20110128190905/http://www.sxjgxy.com/                                                                                         |
| 陕西旅游烹饪职业学院         |                      | 专科             | http://www.sntcc.cn （页面存档备份，存于） |
| 陕西电子科技职业学院         |                      | 专科             | http://www.sxetcedu.com （页面存档备份，存于） |
| 西安职业技术学院             |                      | 专科             | https://web.archive.org/web/20190312111314/http://www.xzyedu.com.cn/                                                                                      |
| 西安铁路职业技术学院         |                      | 专科             | http://www.xatzy.cn |
| 西安电力高等专科学校         |                      | 专科             | http://www.xaepi.edu.cn/ （页面存档备份，存于） |
| 西安航空技术高等专科学校     |                      | 专科             | https://web.archive.org/web/20070216155217/http://www.xihangzh.com/                                                                                       |
| 西安医学高等专科学校         |                      | 专科             | http://www.xagdyz.com/ （页面存档备份，存于） |
| 西安航空职业技术学院         |                      | 专科             | http://www.xihang.com.cn/ （页面存档备份，存于） |
| 西安东方亚太职业技术学院     |                      | 专科             | https://web.archive.org/web/20070205080137/http://www.yt-edu.cn/                                                                                          |
| 西安高新科技职业学院         |                      | 专科             | http://www.xhtu.com.cn （页面存档备份，存于） |
| 西安三资职业学院             |                      | 专科             | |
| 西安科技商贸职业学院         |                      | 专科             | http://www.xikemao.com/ （页面存档备份，存于） |
| 西安海棠职业学院             |                      | 专科             | http://www.xahtxy.cn/ （页面存档备份，存于） |
| 西安汽车科技职业学院         |                      | 专科             | http://www.xac.edu.cn （页面存档备份，存于） |